# Конзервативни покрет Наши
Српски народни покрет Наши је српска десничарска организација, основана 15. јануара 2006. године у Аранђеловцу, тада Државна заједница Србија и Црна Гора, само под именом Наши, попут истоимене организације у Руској Федерацији.

## Историјат
Током августа 2010. године, донета је одлука о уједињењу Српског народног покрета 1389 - Миша Вацић са покретом Наши, у јединствену организацију под називом Српски народни покрет Наши 1389. Међутим, након годину дана заједничких активности, два покрета су се разишла, а део СНП 1389 је приступио сада Српском народном покрету Наши.
Иван Ивановић рођен је 14.05.1978. године у Аранђеловцу. Председник је Снп "Наши" од самог оснивања 2006. године, и како је сам рекао у више интервјуа једина политичка опција којој је пре Снп "Наши" припадао је чланство у Отачаственом покрету Образ, пре погибије Небојше М. Крстића.
Са функције директора је смењен, након одржаног говора испред Народне скупштине у Београду када је напредњачки режим потписао "Бриселски споразум", чиме је Ивановић био једна од првих жртава прогона нове власти.
Снп "Наши" којих је председник познати су као изразито антиевропски и проруски покрет, због чега су били честа мета досадашњих режима. Ивановић је због активности покрета у полицијске станице позиван преко 500 стотина пута, имао 5 суђења, и био у затвору у два наврата, 2010. године због протеста испред Б92, добио је 15 дана затвора у Падинској скели, а 2014. године провео је недељу дана у Централном затвору - ЦЗ због састављања "СПИСКА СРБОМРЗАЦА".
У својем аутобиографском роману "Како сам постао државни непријатељ" детаљно је објаснио политичке прогоне које су се спроводили над њим, и над СНП "Наши".
Ивановић је познат и као писац. Иза себе има шест књига. Ивановић је познат и као колумниста за бројне портала и новине.
Колики је утицај Снп "Наши" на јавни живот у Србији најбоље говори извештај ЦИА у којем су НАШИ наведени као један од главних кочничара пута Србије ка ЕУ. Такође Снп "Наши" се налазе у бројним извештајима невладиних организација почевши од Соње Бисерко, па до Јелене Милић које Ивановића оптужују као човека који је уско повезан са руским службама безбедности, и који ради против уласка Србије у ЕУ и НАТО.
Данас, СНП Наши је познат по својим антирежимским деловањима и кампањама.

## Црни списак невладиних организација
Новембра 2012. године, СНП Наши се нашао у жижи медијске пажње, пошто је на свом интернет сајту објавио Црни списак невладиних организација, на коме су се нашли: Фонд за хуманитарно право, Жене у црном, Центар за културну деконтаминацију, ЈУКОМ, Хелсиншки одбор за људска права, Пешчаник, Фондација Егзит, Иницијатива младих за људска права, Санџачки одбор за заштиту људских права, Аутономни женски центар, Реконструкција женски фонд, Београдски центар за људска права, Амнести интернашонал, Грађанске иницијативе, Квирија Центар, Геј-Стрејт Алијанса и Докукино.

## Списак антисрпских медија
Децембра 2012. године, СНП Наши је саставио и списак антисрпских медија: Б92, Блиц, Данас, Пешчаник, Време, Република, Глас Америке и Слободна Европа.

## Захтев за забрану
Портпарол Републичког јавног тужилаштва Томо Зорић је 15. јануара 2006. године, саопштио да је покренут поступак за забрану СНП Наши.
Демократска странка упутила је 10. марта 2013. године, јавни апел са захтевом за забрану рада СНП Наши, због лепљења плаката са ликом убијеног премијера Зорана Ђинђића и натписима Страни агент а не херој.
Само четири дана касније, иницијативи за забрану СНП Наши се прикључила и Српска напредна странка. Њен високи функционер Владимир Цвијан, председник скупштинског одбора уставна питања и законодавство, изјавио је да постоје услови за покретање захтева за забрану, због акција паљења застава Аутономне покрајине Војводине, лепљења плаката против Ђинђића и спискова непожељних НВО.